# La Última Carcajada de la Cumbancha
El multiforo - artespectáculos alternativos - LUCC - La última carcajada de la cumbancha (también conocido como L.U.C.C.) fue un recinto cultural de la Ciudad de México, que destacó por ser sede de la escena emergente del arte y la contracultura en México, presentando en la década de los ochenta y principios de los noventa actos como obras de teatro, proyecciones de cine de autor, performance y a grupos que despuntaron posteriormente como parte del rock de México. Ubicado en la calle Perpetua en la colonia San José Insurgentes, al sur de la Ciudad de México, fue clausurado en diversas ocasiones debido a la poca apertura de las autoridades y los vecinos conservadores. Su cierre fue pactado con las autoridades, acordando que si no se les clausuraba durante el año 1992, LUCC cerraría sus puertas definitivamente el 31 de diciembre del mismo año. Así fue y LUCC cerro definitivamente, traspasando el local a Telón de Asfalto, un teatro. El local que ocupó el LUCC fue abierto nuevamente en 1994 como el teatro El telón de asfalto.
L.U.C.C. fue importante proyecto social y cultural, sus asistentes:músicos, bailarines, teatreros, cineastas, iconoclastas, activistas fueron posteriormente protagonistas en el ámbito cultural y artístico, grandes páginas de la cultura se gestaron en ese recinto, Juan José Gurrola, David Hevia, The Cramps, Janes Adiction, Danza Integro de Perú, Calatayud, Caifanes, Maldita Vecindad, Betsy Pecanins y muchos más, exponentes del jazz, blues, danza contemporánea internacional y otras muchas manifestaciones artísticas tuvieron salida y un gran público en "La Cumbancha".    
Una capítulo más de L.U.C.C. fueron los eventos, conciertos y colaboraciones que su equipo de creativos realizó fuera de sus instituciones, podríamos mencionar algunas producciones como: Reggae Sunsplash, Festival internacional de reggae que se realizó en el Estadio Azul a un lado de la Plaza de toros Monumental de México, Festival Internacional de Rock Latino (ROLA), antecesor del festival Vive Latino, boicoteado por las autoridades del DF por desconocimiento y temor a las manifestaciones jóvenes. Colaboraciones en los Festivales Cervantino, Internacional de la Raza, Internacional del Caribe, Cultural de Mazatlán Sinaloa, entre otros. 
Anécdota: Una noche de LUCC, se presentaba el grupo Maldita Vecindad, quienes habían estrenado recientemente su versión al tema "Querida", éxito internacional de Juan Gabriel, Antes del inicio de esa presentación en el LUCC, los asistentes sorprendidos vieron entrar a mismísimo autor del tema, Juan Gabriel ingreso al recinto entre aplausos y reconocimiento de todos los jóvenes reunidos en La Última Carcajada de la Cumbancha.

## Contexto
En la década de los setenta los sitios para la presentación de manifestaciones contraculturales fueron escasos, casi nulos, debido a la represión gubernamental que persiguió y castigó la libre manifestación de las ideas y veía en expresiones culturales como el rock una forma de expresión prohibida. Por esa época los sitios de expresión fueron los llamados hoyos fonquis y fiestas privadas. Hacia la década de los ochenta surgieron nuevos espacios en los que se pudieron alojar espectáculos de vanguardia y contracultura, entre los que se contaron Hip 70, bar El Nueve, el Tutti Frutti, Rockotitlán y el mismo LUCC.

## Presentaciones
Entre los grupos que se presentaron en el lugar se cuentan a El TRI, Ritmo peligroso, Julian Marley, Los fabulosos Cadillacs, Mano negra,, LLT, Splash, Chalice, El Personal de Guadalajara, Simples Mortales, Planeta Jaula,  ¡Qué Payasos!, Botellita de Jerez, Café Tacuba, Caifanes, Maldita Vecindad y los Hijos del Quinto Patio, Negu Gorriak, Jane's Addiction, Santa Sabina, entre otros. Algunas de estas bandas tuvieron en este recinto sus presentaciones iniciales.